# Раду Ґрігоровіч
Раду Ґрігоровіч (рум. Radu Grigorovici; нар. 20 листопада 1911, Чернівці — пом. 2 серпня 2008, Бухарест) — румунський фізик.

## Біографія
Раду Григорович народився 20 листопада 1911 року в Чернівцях, будучи єдиним сином буковинських соціал-демократів Ґеорґе та Тетяни Ґрігоровічів. Після закінчення середньої школи імені Арона Пумнула (1928) навчався в Чернівецькому університеті, де в 1931 році здобув ступінь з хімічних наук, а в 1934 році — з фізичних наук. У тому ж університеті він працював асистентом в лабораторії експериментальної фізики професора Еуджена Бедареу.
У 1936 році перевівся на природничий факультет Бухарестського університету, куди Бедареу був покликаний на посаду завідувача лабораторії молекулярної, акустичної та оптичної фізики. У 1938 році він отримав ступінь доктора фізичних наук, захистивши дисертацію про руйнівний потенціал парів ртуті. Він піднявся по університетській ієрархії, ставши доцентом у 1949 році. У 1947—1957 роках паралельно працював у галузі виробництва джерел світла (завод «Люмен», потім «Електрофар»), інженером-консультантом. З політичних причин був змушений відмовитися від університетської кар'єри. Відійшов від наукових досліджень, ставши завідувачем відділу (1960) і заступником наукового директора (1963) Бухарестського інституту фізики Академії РПР; у 1970 році інститут буде підпорядкований Державному комітету з атомної енергії. У 1973 році подав заяву про вихід на пенсію, продовжуючи працювати провідним науковим співробітником за сумісництвом; у 1977 році, після реорганізації, був переведений до Інституту фізики і технології матеріалів, а через рік його трудовий контракт було розірвано.
Раду Ґрігоровіч зробив оригінальний внесок у фізику електричних газових розрядів, спектральний аналіз полум'я, джерела світла, фізіологічну та інструментальну оптику, розмірні системи та фізико-фізіологічні одиниці. У Бухарестському фізичному інституті він організував і очолив групу дослідників, які вивчали явища транспорту в невпорядкованих тонких металевих шарах, що пояснюються зонною структурою відповідних металів (1959—1966). Але найважливіші результати були отримані при вивченні аморфних напівпровідників (1964—1977).
Ґрігоровіч та його співробітники вивчали структуру, електропровідність, оптичні властивості та фотопровідність аморфних шарів германію, кремнію та вуглецю, отриманих методом вакуумного випаровування. На основі цих результатів Ґрігоровіч першим виявив структурні відмінності між аморфними і мікрокристалічними шарами германію і кремнію, після чого розробив структурну модель, доповнену енергетичними міркуваннями. Ця «аморфна модель», пізніше уточнена в різних лабораторіях як «модель випадкової мережі», сьогодні практично одностайно прийнята як структурна модель аморфних напівпровідників і відкрила нові шляхи в дослідженнях і застосуваннях.
Ці роботи принесли групі Ґрігоровіча міжнародну славу, а її ініціатору — визнання як наставника-засновника румунської наукової школи в цій галузі. Результати були представлені на міжнародних конференціях і літніх школах, в узагальнюючих статтях і монографіях, широко цитувалися і отримали високу оцінку фізиків рівня Невілла Френсіса Мотта. Раду Ґрігоровіч був кооптований в організаційні комітети численних міжнародних конгресів, в редакційні колегії спеціалізованих журналів (Journal of Non-Crystalline Solids, Thin Solid Films, Physica Status Solidi) і в Комісію з напівпровідників Міжнародного союзу чистої і прикладної фізики (1969—1975).
Він був обраний дійсним членом Румунської академії в 1990 році (з 1963 року був членом-кореспондентом) та її віце-президентом (1990—1994). Стурбований «правдою життя та правдою науки», він брав активну участь у відродженні академії в роки після припинення існування Румунської Народної Республіки в 1989 році. Був почесним членом Академії наук Молдови та почесним доктором Бухарестського університету.
Відомий своїм нонконформізмом і критичним духом, Раду Ґрігоровіч протягом усього свого життя викликав захоплення або антипатію багатьох. Один американський колега назвав його «всесвітньо відомим вченим, гуманістом і музикантом». Він мав постійний та інтенсивний інтерес до літератури, історії та мистецтва. Після розпаду Радянського Союзу він ініціював тривалий діалог з румунами Буковини; опублікував у двомовному румунсько-німецькому виданні збірник досліджень і документів про Буковину. Він був прекрасним музикантом, який після часу, присвяченого фізиці, розслаблявся, граючи на фортепіано свої улюблені твори з великого репертуару.
Помер 1 серпня 2008 року в Бухаресті.